# Helina longiquadrata
Helina longiquadrata este o specie de muște din genul Helina, familia Muscidae, descrisă de Xue și Wang în anul 1986. Conform Catalogue of Life specia Helina longiquadrata nu are subspecii cunoscute.